# Parlament Walijski
Parlament Walijski (do maja 2020 Walijskie Zgromadzenie Narodowe, ang. National Assembly for Wales, wal. Cynulliad Cenedlaethol Cymru) ma siedzibę w stolicy Walii, Cardiff i pełni rolę krajowej władzy ustawodawczej, przyznanej przez parlament brytyjski w procesie dewolucji władzy publicznej. Kompetencje ustawodawcze Zgromadzenia są jednak ustawowo ograniczone. Organ tworzy 60 członków wybieranych w powszechnych wyborach parlamentarnych na 5-letnią kadencję, z czego czterdziestu w okręgach wyborczych w systemie mieszanym, a pozostałych dwudziestu w pięciu regionach wyborczych z zastosowaniem metody przedstawicielstwa proporcjonalnego.

## Historia
Walijskie Zgromadzenie Narodowe zostało powołane do życia w wyniku przeprowadzonego 18 września 1997 referendum, w którym Walijczycy opowiedzieli się za powstaniem własnego lokalnego parlamentu. Z początku parlament posiadał mocno ograniczone kompetencje, nadane ma mocy aktu z 1998 roku przekazującego część uprawnień pozostających w kompetencjach Ministerstwa do spraw Walii i Sekretarza Stanu dla Walii. W 2006 roku na mocy nowego aktu zostały nadane dodatkowe kompetencje dla Walijskiego Zgromadzenia Narodowego.

## Senedd

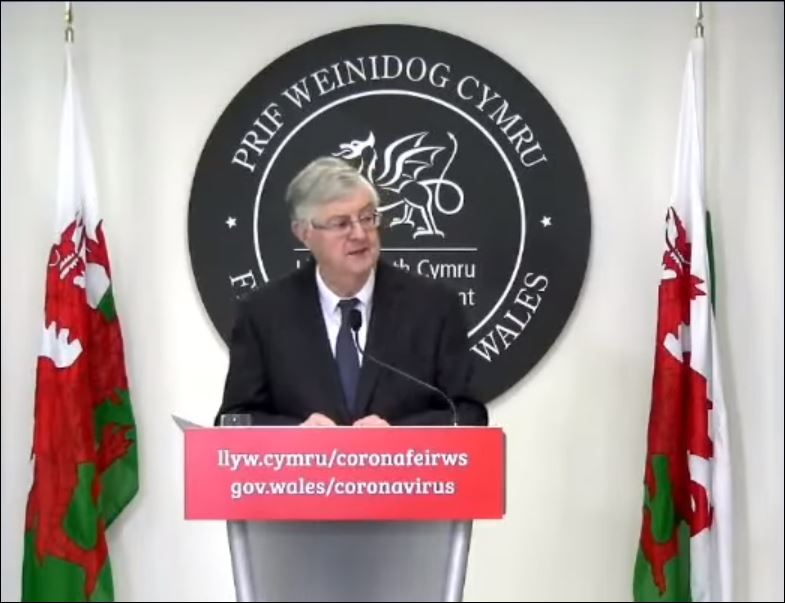
Mark Drakeford, pierwszy minister na konferencji prasowej COVID-19; Maj 2021

Senedd (ang. Senate), siedziba parlamentu walijskiego, jest miejscem obrad parlamentu i posiedzeń komisji. Budynek został zaprojektowany przez Richard Rogers Partnership i zbudowany przez przedsiębiorstwo budowlane Taylor Woodrow. Jego powierzchnia wynosi 5308 metrów kwadratowych. Uroczystego otwarcia dokonała Królowa Elżbieta II 1 marca 2006 roku, w Dzień Świętego Dawida, patrona Walii.
Budynek ma trzy piętra, pierwsze i drugie dostępne dla wszystkich. Głównym pomieszczeniem jest izba obrad (wal. Siambr) z galerią dla publiczności. Na parterze znajdują się trzy sale posiedzeń komisji, zamknięte dla zwiedzających. Na pierwszym piętrze mieści się Neuadd, pomieszczenie z recepcją. Obszar na drugim piętrze z kawiarnią i miejscami siedzącymi, w centrum którego znajduje się duży komin doprowadzający naturalne światło do izby obrad, nosi nazwę Oriel. Jest to doskonały punkt widokowy na zatokę Cardiff.
Senedd został zbudowany z dbałością o ochronę środowiska. Do jego wykonania zostały użyte lokalne materiały jak drewno dębu bezszypułkowego czy stal z południowej Walii, a także drewno cedru czerwonego z odnawialnych lasów w Kolumbii Brytyjskiej. Z przodu budynku znajdują się stalowe rury odprowadzające deszczówkę do zbiornika, gdzie jest oczyszczana za pomocą filtra ultrafioletowego, a następnie używana do mycia okien i w toaletach. Naturalne światło i świeże powietrze rozprowadzane jest po budynku przez znajdujący się w środku komin. Do ogrzewania wykorzystywane są podziemne wody termalne. Utrzymanie odpowiedniej temperatury w okresie zimowym i letnim przy minimalnym użyciu klimatyzacji zapewniają automatycznie otwierające i zamykające się okna wykonane z izolowanego szkła.
Do czasu ukończenia Senedd posłowie Zgromadzenia obradowali w znajdującym się nieopodal Pierhead Building. Teraz mieści się tam muzeum poświęcone parlamentaryzmowi walijskiemu, centrum edukacyjne, w którym można zdobyć informacje na temat pracy członków Zgromadzenia oraz sklep z pamiątkami.

## Wybory
Pierwsze wybory parlamentarne 6 maja 1999 roku przy frekwencji wyborczej wynoszącej 46,3% wygrała z wynikiem 37,6% Walijska Partia Pracy co przełożyło się na 28 mandatów. Na kolejnych miejscach uplasowały się Plaid Cymru, Partia Konserwatywna oraz Liberalni Demokraci. Kolejne wybory parlamentarne w latach 2003, 2007, 2011 i 2016 również przyniosły zwycięstwo Walijskiej Partii Pracy.

## Aktualny skład
Rozdział miejsc w walijskim parlamencie po wyborach w latach 2003, 2007, 2011 i 2016.
|  | Partia                        | 1999 | 2003 | 2007 | 2011 | 2016 |
|  | Walijska Partia Pracy         | 28   | 30   | 26   | 30   | 29   |
|  | Walijska Partia Konserwatywna | 9    | 11   | 12   | 14   | 11   |
|  | Plaid Cymru                   | 17   | 12   | 15   | 11   | 12   |
|  | UKIP                          | -    | -    | -    | -    | 7    |
|  | Walijscy Liberalni Demokraci  | 6    | 6    | 6    | 5    | 1    |
|  | Niezrzeszeni                  | 0    | 1    | 1    | 0    | 0    |

## Przewodniczący
| Name | Name               | Od           | Do           | Partia polityczna     | Uwagi                                                                            |
| ---- | ------------------ | ------------ | ------------ | --------------------- | -------------------------------------------------------------------------------- |
|      | Dafydd Elis-Thomas | 12 maja 1999 | 11 maja 2011 | Plaid Cymru           | Wybrany jednomyślnie w 1999. Ponownie wybrany jednomyślnie w latach 2003 i 2007. |
|      | Rosemary Butler    | 11 maja 2011 | 11 maja 2016 | Walijska Partia Pracy | Wybrana w 2011.                                                                  |
|      | Elin Jones         | 11 maja 2016 | nadal        | Plaid Cymru           | Wybrana w 2016.                                                                  |